# علي عسكري (بهمئي غرمسيري الشمالي)
علي عسکري (بالفارسية: علی عسکری) هي قرية تقع في إيران في قسم بهمئي غرمسیري الشمالي الريفي. يقدر عدد سكانها بـ 138 نسمة .